# Filosofie van de architectuur
Architectuurfilosofie is een tak van de esthetica die zich bezighoudt met de esthetische waarde van architectuur, de betekenis ervan en de relaties met de ontwikkeling van cultuur.

## Geschiedenis

### Vroege geschiedenis
In de vroege geschiedenis maakten filosofen het onderscheid tussen architectuur ('technion') en bouwen ('demiorgos'), waarbij ze de eerste aan mentale eigenschappen toeschreven, en de laatste aan het goddelijke of natuurlijke. De aanwezigheid van een zekere mate van formalisme blijft een belangrijk kenmerk bij het onderscheiden van de ene bouwstijl van de andere, en dus bij het onderscheiden van de filosofie van een stijl.
Vanwege de aard van kritiek is de architectuurfilosofie een uitvloeisel van de esthetica, die in de tweede helft van de twintigste eeuw tot uitdrukking kwam in boeken over architectuur en architectuurgeschiedenis. Voordien werd architectuur, grotendeels vanwege haar afhankelijkheid van technologie en techniek, gezien als onverenigbaar met, of te min voor de klassieke esthetiek, zoals afgebakend door met name Immanuel Kant en Alexander Gottlieb Baumgarten.

### Moderne periode

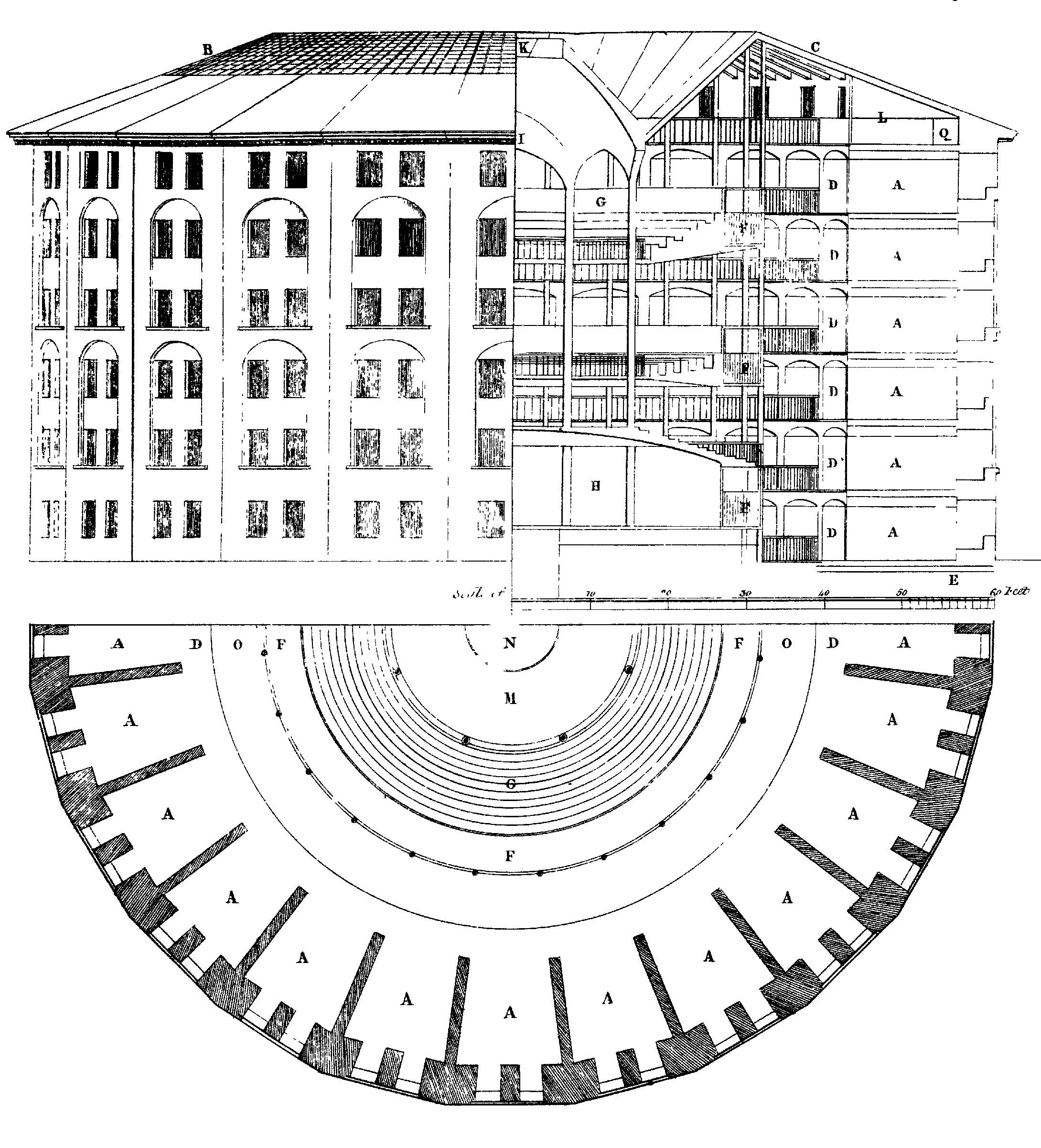
Panopticon. Tekening door Jeremy Bentham uit 1791.

Volgens de postmoderne filosoof Michel Foucault kan architectuur de vorm van de samenleving bepalen. Daarom is architectuur belangrijk voor het begrip van de waarden en cultuur van personen. In Discipline, toezicht en straf analyseerde Foucault de hedendaagse cultuur door vergelijkingen met het panopticon. Het panopticon werd ontworpen Jeremy Bentham. Het zou een bijzondere transparante omgeving voor gevangenen worden, waar iedereen onder voortdurend toezicht zou staan. Hoewel het project niet werd gerealiseerd, had Benthams gedachte een grote invloed op de ideologie van gevangenissen, waardoor de sociale strafpraktijken veranderden. Gelijktijdig met zijn belangrijkste conclusies bereikte Foucault een ander doel: zijn instrumentele gebruik van architectuur in culturele studies toonde het potentieel van dit filosofische thema aan.
De architectuurfilosofie als volwaardig onderdeel van de kunstfilosofie zou echter niet mogelijk zijn geweest zonder de verschuiving van het esthetische paradigma door de avant-garde. Kunst, geplaatst in de omstandigheden van mechanische reproductie van het beeld, werd gedwongen naar nieuwe manieren te zoeken. Rond dezelfde tijd vinden architecturale stijlen van constructivisme en functionalisme een manier om nieuwe, volledig technische esthetiek te rechtvaardigen. De kant van de architectuur, die als een schande werd beschouwd (als teken van haar verbinding met de pragmatische behoeften van de mens en de samenleving), werd een groot voordeel, een centraal onderdeel van een nieuw systeem van esthetische waarden. Het kubisme en het futurisme hadden gemechaniseerde, brute vormen, wat dicht bij hetzelfde technische ideaal lag. Dit alles creëerde een meer gunstige omgeving om de status van de architectuur in het kunstsysteem te veranderen.

### Postmodernisme

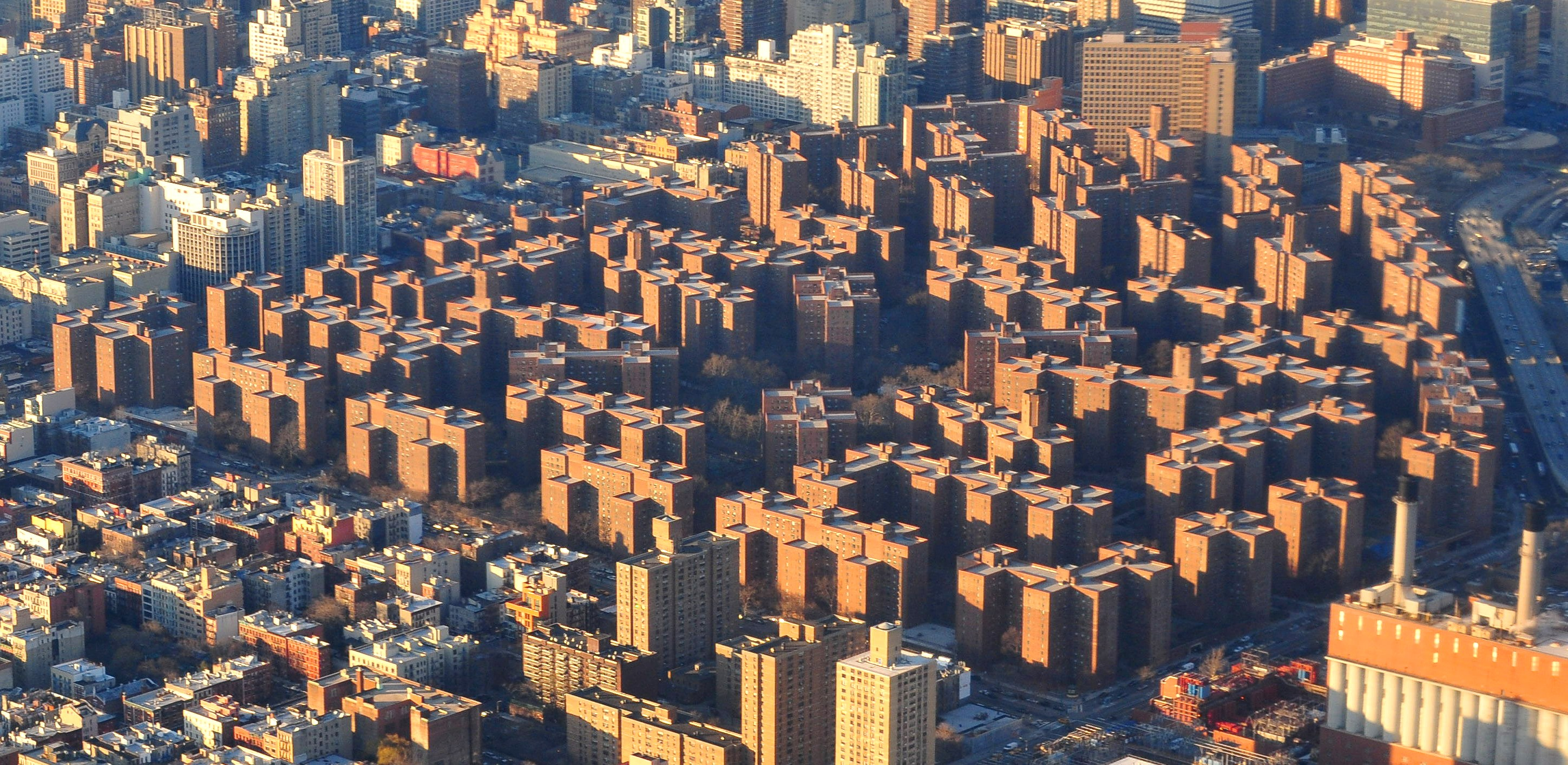
Fotografie "Stuyvesant Town - Peter Cooper Village", volgens Martin R. is het een architectonisch werk, dat kan dienen als een van de eerste uitingen van het postmodernisme.

Architectuur ging een veel belangrijkere rol spelen na de opkomst van het fenomeen postmodernisme. Volgens R. Martin "blijft het verrassend hoeveel invloedrijke verhalen over het culturele postmodernisme verwijzen naar architectuur." Sommige geleerden gaan zelfs zo ver dat ze beweren dat het hele postmodernisme voortkomt uit de praktijk van de architectuur en de afwijzing van de ‘moderne stijl’ als architecturale stijl, en op die manier hebben architecten het terminologisch geformuleerde postmodernisme geformuleerd. Zo schrijft F. Jameson dat ‘het echter op het gebied van de architectuur is dat wijzigingen in de esthetische productie het meest dramatisch zichtbaar zijn, en dat hun theoretische problemen het meest centraal aan de orde zijn gesteld en gearticuleerd (...) het was inderdaad door architectonische debatten dat mijn eigen opvatting over het postmodernisme (...) aanvankelijk naar voren begon te komen."

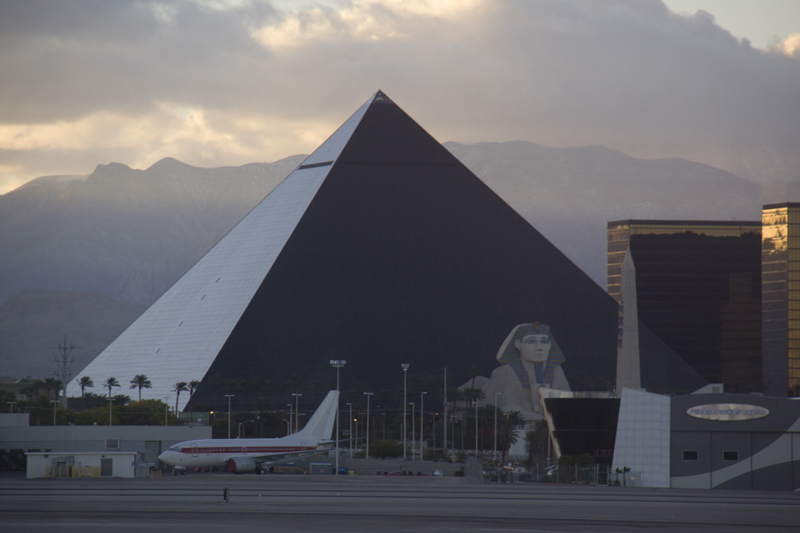
Het Luxor Casino in Las Vegas vormde de basis voor het postmodernistische manifest van Robert Venturi. Volgens F. Jameson heeft het een sleutelrol gespeeld in de ontwikkeling van het postmodernisme.

F. Jameson gelooft dat er een speciaal verband bestaat tussen het postmodernisme en de Amerikaanse architectuur. De geboorte van een nationale architectuur viel volgens hem samen met de opkomst van de terminologie of de realiteit van het postmodernisme. Niet alle onderzoekers zijn het eens met zijn postmoderne ‘architectonische oorsprong’. Andreas Huyssen suggereert dat het conceptuele kader van het postmodernisme binnen bepaalde stromingen in de literatuur is gedefinieerd. Deze onderzoeker wijst ook op de speciale rol van architectuur in de ontwikkeling van het postmodernisme. Martin beschrijft dat "Huyssen de architectuur toeschrijft voor het helpen verspreiden van de term postmodernisme, oorspronkelijk uit de literatuur, naar de uitgebreide esthetische sfeer in de jaren zeventig." Lyotard beweert dat postmoderne architecten niets gemeen hebben met het echte postmodernisme. Lyotard stelt in zijn artikel, Answering the Question: What Is Postmodernism?: "onder de naam postmodernisme, werpen architecten het Bauhaus-project af en gooien ze het kind van het experimenteren weg met het badwater van het functionalisme."

## Wittgenstein en architectuurfilosofie

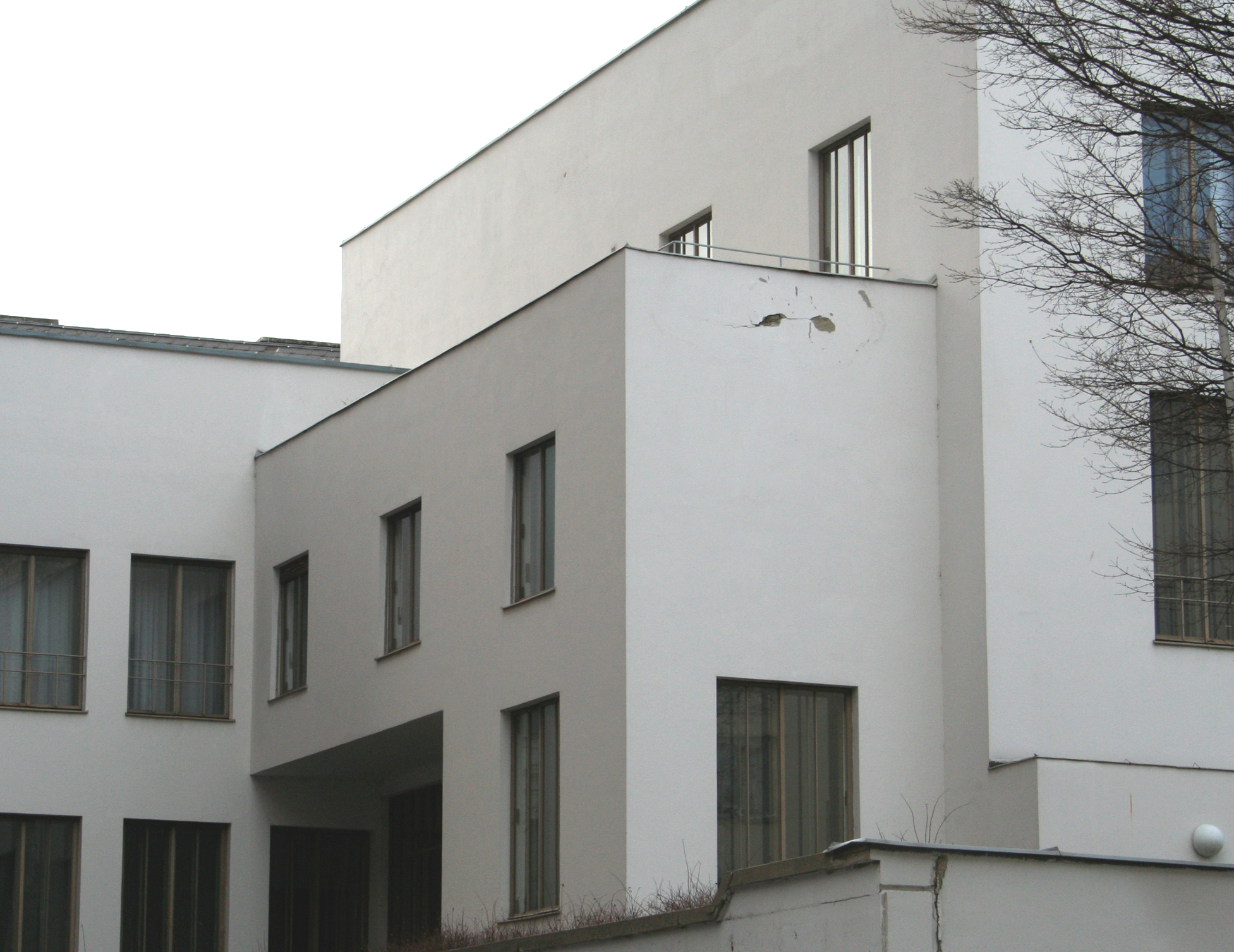
Een foto van het Wittgensteinhuis

Het Wittgensteinhuis wordt beschouwd als een belangrijk voorbeeld van interacties tussen filosofie en architectuur. Het huis is gebouwd door de Oostenrijkse filosoof Ludwig Wittgenstein en is het onderwerp geweest van onderzoek naar de relatie tussen de stilistische kenmerken, de persoonlijkheid van Wittgenstein en zijn filosofie.